# Paltostoma delectata
Paltostoma delectata är en tvåvingeart som beskrevs av Alexander 1953. Paltostoma delectata ingår i släktet Paltostoma och familjen Blephariceridae.
Artens utbredningsområde är Costa Rica. Inga underarter finns listade i Catalogue of Life.